# 艾伦·摩根 (赛艇运动员)
艾伦·摩根（英語：Allen Morgan，1925年7月16日—2011年9月12日），美国前男子赛艇运动员。他曾代表美国参加1948年夏季奥林匹克运动会赛艇比赛，获得男子四人单桨有舵手金牌。